# Karwowo (jezioro)
Karwowo – jezioro w województwie zachodniopomorskim, w powiecie łobeskim, w gminie Łobez. Karwowo znajduje się w odległości ok. 500 metrów od rzeki Regi oraz niecałego kilometra od zabudowań mieszkalnych wchodzących w skład wsi Karwowo. Powierzchnia jeziora wynosi około 33,3 ha, długość - 1,1 km a maksymalna głębokość sięga 4,2 m (średnia wynosi zaś 3,5 metra).
Nad brzegiem Karwowa umiejscowiono liczne kładki dla wędkarzy. Na wschodnim brzegu znajduje się zaś kąpielisko z pomostem, zadaszeniami, miejscem na ognisko, leśnym parkingiem i polem namiotowym. Akwen otoczony jest lasem bukowym. Do brzegów jeziora prowadzi niebieski szlak rowerowy o długości 12,7 km, wytyczony z Przyborza.
Jezioro Karwowo jest także siedliskiem wielu gatunków ryb, takich jak lin, szczupak pospolity, okoń, płoć, karp czy węgorz. Z tego powodu stanowi także dość popularne łowisko - wytyczono tutaj obwód rybacki nr 12 wchodzący w skład zlewni rzeki Regi. W skład tego obwodu wchodzi także kanał łączący rzekę z jeziorem. Karwowo leży w strefie ciszy uchwała Rady Powiatu.
Na wodach Karwowa obowiązuje zakaz używania jednostek pływających z napędem spalinowym. 
W 1955 roku zmieniono urzędowo niemiecką nazwę jeziora – Karower See, na polską nazwę – Karwie. W 2006 roku Komisja Nazw Miejscowości i Obiektów Fizjograficznych w wykazie hydronimów przedstawiła nazwę Karwowo.